# 深圳体育场

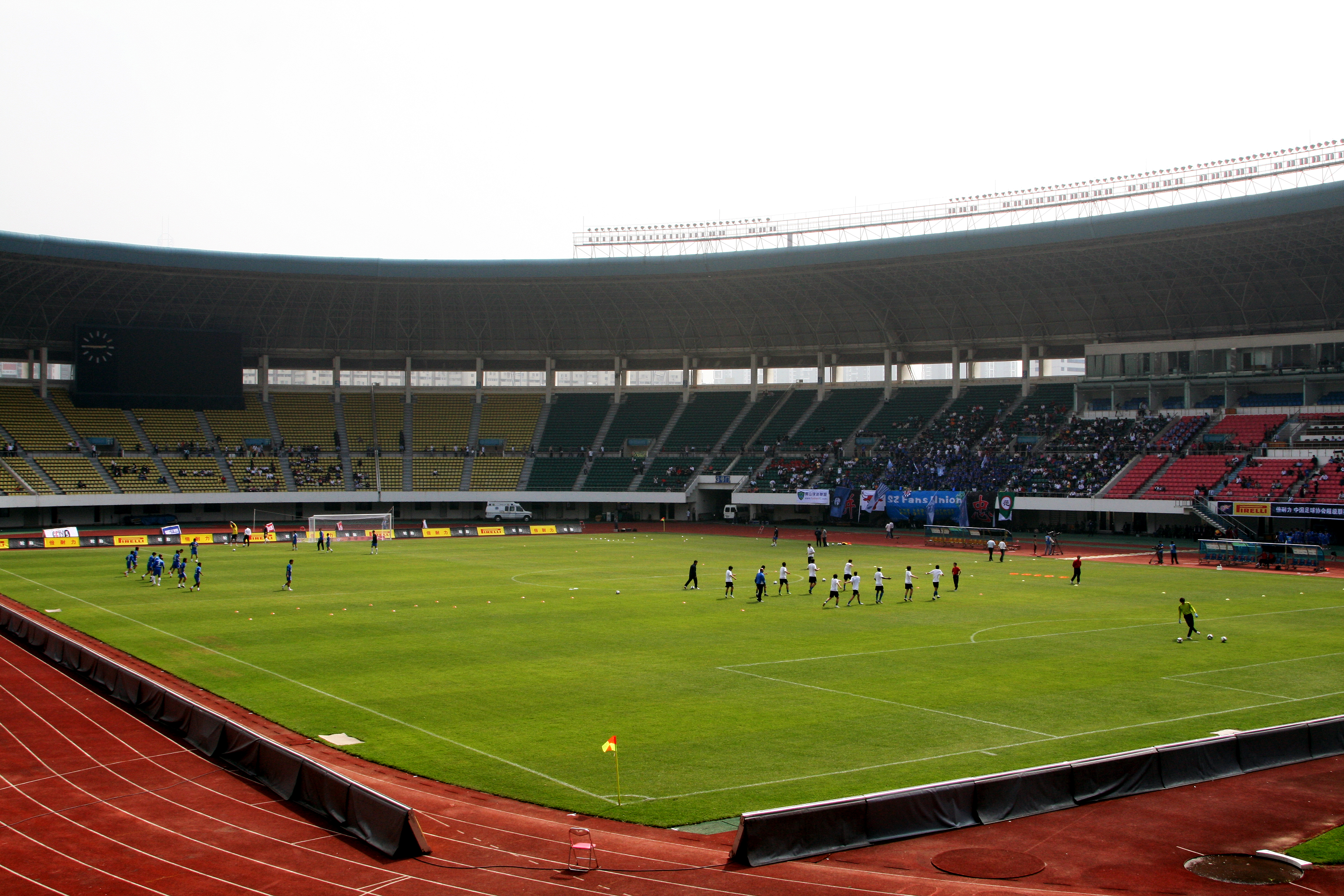
旧馆内景

深圳体育场（深圳市体育中心体育场），座落于深圳市福田区笔架山下，东邻上步北路，北接泥岗西路，南靠笋岗路，可容纳45000名观众，是深圳市首个符合国际A类足球赛事举办标准的专业足球场。現時作为中國足球超級聯賽球會深圳新鹏城主场。

## 历史
1993年，深圳市政府投资1.41亿元人民币兴建深圳体育场，由中国首家中外合资设计公司华森建筑与工程设计顾问公司负责设计，1993年8月1日建成使用，落成庆典当天举行中国联队对阵荷兰埃因霍温足球队的国际友谊赛，深圳体育场是当时深圳市规格最高的综合体育运动场，可容纳32000名观众，先后举办了各类国际、国内大型体育比赛200场次，观众达到150万人次，1996年起长期作为深圳足球队主场，曾承办2011年夏季世界大学生运动会的足球比赛，也是张学友、周杰伦、刘德华、周华健、郭富城、罗大佑、李宗盛、张惠妹、谢霆锋等知名歌手举办演唱会的场地。
随着深圳文体设施建设的推进，原深圳体育场因容量限制、配套不足等问题逐渐落后，难以满足国际顶级赛事需求。2018年，深圳市政府决定对深圳市体育中心进行大规模改造提升，深圳体育场在保留原有主体结构情况下进行拆迁式改造，新的深圳体育场将取消田径跑道，成为一座专业足球场，座位数增加至45000个。2018年7月底，深圳体育场暂停对外开放，2020年5月24日，深圳市体育中心改造提升项目开工仪式举行，2024年10月，项目主体部分完工。
2025年3月28日，完成升级改造后的深圳体育场重新开放，首场赛事为2025赛季中超联赛第3轮比赛“深圳新鹏城对云南玉昆”，31205名观众入场观看。

## 设施
深圳体育场完整保留了外围富有造型特色的72根结构柱及连接梁，看台采用全包围式阶梯设计，配有四块单屏141平方米的观赛屏幕，观众席首排距离场地最近距离仅有9米，草皮采用天然草与人造草纤维的配比融合，配备智能温控与立体排水系统，在暴雨后仅需20分钟即可恢复，确保赛事不受天气影响。

## 外部連結
- 深圳市体育场主页 （页面存档备份，存于）